# NGC 6726
NGC 6726 é uma nebulosa na direção da constelação de Corona Australis. O objeto foi descoberto pelo astrônomo Julius Schmidt em 1861, usando um telescópio refrator com abertura de 6,2 polegadas. 